# Jim Stovall
Jim Stovall (3 de agosto de 1958) es un escritor y orador estadounidense, autor del libro The Ultimate Gift (El último regalo, publicado en el original en 2001), que fue llevado a la pantalla en 2007, con la película "El regalo supremo" distribuida por 20th Century Fox. A pesar de ser ciego, fue campeón nacional de levantamiento de peso, ganador de un Emmy Award en 1990, y es uno de los fundadores y actual presidente de Narrative Television Network. 
Jim Stovall ha abogado para que las personas ciegas puedan participar en producciones televisivas y películas. La Oral Roberts University de Tulsa, Oklahoma, le otorgó el Doctorado de Honor en Leyes el 3 de mayo de 2008 por su trabajo realizado en favor de las personas con discapacidad.
Es autor de los siguientes libros:
- El último regalo (The Ultimate Gift)
- Ultimate Productivity: A Customized Guide to Success Through Motivation, Communication, and Implementation
- The ultimate life
- Today's the day
- The lamp
- Wisdom of the Ages
- You Don't Have To Be Blind To See
- Success Secrets of Super Achievers